# 韓国リーグカップ
韓国リーグカップ（かんこくリーグカップ）は、大韓民国におけるサッカーのリーグカップである。1992年に開始され、2011年に廃止となった。

## 歴史
1992年にアディダスの協賛を受けて「アディダスカップ」（아디다스컵）としてスタートした。1997年から2000年にかけては、アディダスカップの他にさらにもうひとつリーグカップ戦が開催されていた。2004年から2008年までは、サムスン電子の白物家電ブランド「ハウゼン」の名前を冠していた。2009年はスポンサー探しが難航し、最終的に韓国プロサッカー連盟会長の郭錠煥が委員長を務める、ピースカップ組織委員会が協賛についた。
2010年はポスコの協賛を受けて「ポスコカップ」（포스코컵）が公式な大会名となっていた。2011年は消費者金融を営むA&Pフィナンシャルがタイトルスポンサーとなり、「ラッシュ&キャッシュカップ」として行なわれた。
Kリーグがまだプロ・アマチームの混成だった1986年に、アマチュアを除いた5クラブが参加して開催されたプロサッカー選手権大会（프로축구선수권대회）もリーグカップの歴史の中に位置づけられている。2011年10月、韓国プロサッカー連盟は2013年より導入される2部制への移行策として、スコティッシュ・プレミアリーグで採用される「スプリット・システム」をリーグ戦に一時的に導入し、総試合数が増やされることなどからKリーグカップを廃止すると決定した。

## 大会形式
リーグカップで採用されてきた大会形式は、その殆どが総当たり戦方式（ラウンドロビン）か、グループステージとノックアウトステージからなる複数ステージ制に分類される。1999年と2000年のアディダスカップのみ、ノックアウトトーナメント方式が採用された。
2010年のポスコカップはグループステージとノックアウトステージから構成される。グループステージでは15クラブを5チームずつ3つのグループへと分け、それぞれのグループ内で1回総当たり戦を行う。各グループの上位2チームと、各グループ3位の中から成績上位2チームの合計8チームがノックアウトステージへと進む。ノックアウトステージは準々決勝、準決勝、決勝からなり、いずれも1試合制で行われる。
| 年度 | ラウンドロビン   | グループ＋ ノックアウト | ノックアウト |
| ---- | ---------------- | ----------------------- | ------------ |
| 1992 | アディダス       |                         |              |
| 1993 | アディダス       |                         |              |
| 1994 | アディダス       |                         |              |
| 1995 | アディダス       |                         |              |
| 1996 | アディダス       |                         |              |
| 1997 | アディダス       | プロスペック            |              |
| 1998 | フィリップモリス | アディダス              |              |
| 1999 |                  | 大韓火災                | アディダス   |
| 2000 |                  | 大韓火災                | アディダス   |
| 2001 |                  | アディダス              |              |
| 2002 |                  | アディダス              |              |
| 2003 |                  |                         |              |
| 2004 | 三星ハウゼン     |                         |              |
| 2005 | 三星ハウゼン     |                         |              |
| 2006 | 三星ハウゼン     |                         |              |
| 2007 |                  | 三星ハウゼン            |              |
| 2008 |                  | 三星ハウゼン            |              |
| 2009 |                  | ピースカップ            |              |
| 2010 |                  | ポスコ                  |              |

### 大会名
- アディダスカップ（아디다스컵、1992-2002）
- プロスペックカップ（프로스펙스컵、1997）
- フィリップモリスコリアカップ（필립모리스 코리아컵、1998）
- 大韓火災カップ（대한화재컵、2000-2001）
- 三星ハウゼンカップ（삼성 하우젠컵、2004-2008）
- ピースカップコリア（피스컵 코리아、2009）
- ポスコカップ（포스코컵、2010）
- ラッシュ&キャッシュカップ（러시앤캐시컵、2011）

## 歴代優勝クラブ・得点王
| 年度 | 大会名                       | 優勝                     | 準優勝             | 得点王                          | アシスト王                 |
| ---- | ---------------------------- | ------------------------ | ------------------ | ------------------------------- | -------------------------- |
| 1986 | プロサッカー選手権大会       | 現代ホランイ             | 大宇ロイヤルズ     | 咸鉉起（現代）                  | チュン・ヨンス（現代）     |
| 1992 | アディダスカップ             | 一和天馬                 | LGチータース       | 魯壽珍（油公）                  | 李基根（浦項製鉄）         |
| 1993 | アディダスカップ             | 浦項製鉄アトムズ         | 現代ホランイ       | 崔文植（浦項製鉄）              | ルベン（大宇）             |
| 1994 | アディダスカップ             | 油公コッキリ             | LGチータース       | 林財善（現代） ラデ（浦項製鉄） | チョ・ジュンヒュン（油公） |
| 1995 | アディダスカップ             | 現代ホランイ             | 一和天馬           | 金鉉錫（現代）                  | 尹晶煥（油公）             |
| 1996 | アディダスカップ             | 富川油公                 | 浦項アトムズ       | 李元植（富川）                  | 尹晶煥（富川）             |
| 1997 | アディダスカップ             | 釜山大宇ロイヤルズ       | 全南ドラゴンズ     | 徐正源（安養）                  | 高宗秀（水原）             |
| 1997 | プロスペックカップ           | 釜山大宇ロイヤルズ       | 浦項スティーラース | マニッチ（釜山）                | オレグ（安養）             |
| 1998 | アディダスカップ             | 蔚山現代ホランイ         | 富川SK             | 金鉉錫（蔚山）                  | 張鐵民（蔚山）             |
| 1998 | フィリップモリスコリアカップ | 釜山大宇ロイヤルズ       | 富川SK             | 金鐘建（蔚山）                  | 尹晶煥（富川）             |
| 1999 | 大韓火災カップ               | 水原三星ブルーウィングス | 釜山大宇ロイヤルズ | 金鐘建（蔚山）                  | 趙城煥（富川）             |
| 1999 | アディダスカップ             | 水原三星ブルーウィングス | 安養LGチータース   | デニス（水原）                  | デニス（水原）             |
| 2000 | 大韓火災コップ               | 富川SK                   | 全南ドラゴンズ     | 李元植（富川）                  | 全慶埈（富川）             |
| 2000 | アディダスカップ             | 水原三星ブルーウィングス | 城南一和天馬       | 高宗秀（水原）                  | デニス（水原）             |
| 2001 | アディダスカップ             | 水原三星ブルーウィングス | 釜山アイコンス     | 金度勲（全北）                  | マニッチ（釜山）           |
| 2002 | アディダスカップ             | 城南一和天馬             | 蔚山現代ホランイ   | シャシャ（城南）                | アンドレ（安養）           |
| 2003 | 非開催                       | 非開催                   | 非開催             | 非開催                          | 非開催                     |
| 2004 | 三星ハウゼンカップ           | 城南一和天馬             | 大田シチズン       | ジェカロ（蔚山）                | タバレジュ（浦項）         |
| 2005 | 三星ハウゼンカップ           | 水原三星ブルーウィングス | 蔚山現代ホランイ   | サンドロ（大邱）                | セーザル（全北）           |
| 2006 | 三星ハウゼンカップ           | FCソウル                 | 城南一和天馬       | 崔成国（蔚山）                  | ドゥドゥ（城南）           |
| 2007 | 三星ハウゼンカップ           | 蔚山現代ホランイ         | FCソウル           | ルイジーニュ（大邱）            | 李菁龍（ソウル）           |
| 2008 | 三星ハウゼンカップ           | 水原三星ブルーウィングス | 全南ドラゴンズ     | エニーニョ（大邱）              | 卞盛煥（済州）             |
| 2009 | ピースカップコリア           | 浦項スティーラース       | 釜山アイパーク     | 柳昌鉉（浦項）                  | 趙傑鎬（浦項）             |
| 2010 | ポスコカップ                 | FCソウル                 | 全北現代モータース | デヤン                          | 張南錫（大邱）             |
| 2011 | ラッシュ&キャッシュカップ    | 蔚山現代                 | 釜山アイパーク     | 金信煜（蔚山）                  | 崔在洙（蔚山）             |

## クラブ別優勝回数
| クラブ名                 | 優勝回数 (優勝年度)                            |
| ------------------------ | ---------------------------------------------- |
| 水原三星ブルーウィングス | 6回 (1999ア, 1999大, 2000ア, 2001, 2005, 2008) |
| 蔚山HD FC                | 5回 (1986, 1995, 1998ア, 2007, 2011）          |
| 釜山アイパーク           | 3回 (1997ア, 1997プ, 1998フ)                   |
| 城南FC                   | 3回 (1992, 2002, 2004)                         |
| 済州ユナイテッドFC       | 3回 (1994, 1996, 2000大)                       |
| FCソウル                 | 2回 (2006, 2010)                               |
| 浦項スティーラース       | 2回 (1993, 2009)                               |

- 1997年から2000年にかけてはリーグカップが2つ存在したため、頭文字でそれぞれを表した。「ア」はアディダスカップ、「プ」はプロスペックカップ、「フ」はフィリップモリスコリアカップ、「大」は大韓火災カップの略。